# Heptacodium miconioides
Heptacodium miconioides е вид растение от семейство Бъзови (Caprifoliaceae). Видът е световно застрашен, със статут Уязвим.

## Разпространение
Разпространен е в Китай.